# ميكاه ريتشاردز
ميكا لينكون ريتشاردز (بالإنجليزية: Micah Richards)‏، من مواليد 24 يونيو 1988 في برمنغهام في إنجلترا، لاعب كرة قدم إنجليزي.
بدأ مسيرته الكروية مع نادي مانشستر سيتي في عام 2005، حيث شارك في 245 مباراة في جميع المسابقات في عشرة مواسم ، وفاز بلقب الدوري الإنجليزي الممتاز وكأس الاتحاد الإنجليزي. بعد موسم على سبيل الإعارة في فيورنتينا في دوري الدرجة الأولى الإيطالي ، انضم إلى أستون فيلا في عام 2015. ولعب 31 مباراة مع أستون فيلا حتى أكتوبر 2016 - عدة إصابات في الركبة ستجبره على عدم ظهوره بعد ذلك - قبل الاعتزال في يوليو 2019.
و قد بدأ باللعب مع منتخب إنجلترا لكرة القدم في عام 2006.

## مسيرته الكروية
لعب ميكاه ريتشاردز خلال مسيرته الاحترافية مع 3 أندية في أربعة عشر موسمًا وسجل خلالها 7 أهداف ضمن 215 مباراة. ولم يفز بأي موسم بالكأس وفاز في موسمين بالدوري.
خاض ميكاه ريتشاردز مسيرته مع نادي مانشستر سيتي في موسم 2005–06 ليلعب معه تسعة مواسم، مشاركًا في 179 مباراة سجل خلالها 6 أهداف. ثم انتقل إلى نادي فيورنتينا في موسم 2014–15 لمدة موسم واحد، حيث شارك في 10 مباريات ولم يسجل أي هدف. لينتقل بعدها إلى نادي أستون فيلا في موسم 2015–16 ليلعب معه أربعة مواسم، مشاركًا في 26 مباراة سجل خلالها هدفًا واحدًا.

## روابط خارجية
- ميكاه ريتشاردز على موقع الاتحاد الدولي (مؤرشف)  (الإنجليزية)
- ميكاه ريتشاردز على موقع الاتحاد الأوربي (الإنجليزية)
- ميكاه ريتشاردز على موقع قاعدة بيانات كرة القدم.إي يو (الإنجليزية)
- ميكاه ريتشاردز على موقع ليكيب (الفرنسية)
- ميكاه ريتشاردز على موقع ناشيونال فوتبول تيمز (الإنجليزية)
- ميكاه ريتشاردز على موقع Soccerbase.com (لاعب) (الإنجليزية)
- ميكاه ريتشاردز على موقع Soccerway.com (الإنجليزية)
- ميكاه ريتشاردز على موقع عالم كرة القدم.نت (الإنجليزية)
- ميكاه ريتشاردز على موقع كووورة
- ميكاه ريتشاردز على موقع أوليمبيديا (الإنجليزية)